# Tjärnmyrtjärnen (Nordmalings socken, Ångermanland, 705107-169352)
Tjärnmyrtjärnen är en sjö i Nordmalings kommun i Ångermanland och ingår i Öreälven-Leduåns kustområde.